# 戎光道
戎光道（1955年—），中国企业家，高级工程师，曾任中国石化上海石油化工股份有限公司董事长兼党委书记，现任中国石化集团公司党组第五巡视组组长。

## 简历
戎光道生于1955年12月，浙江慈溪人，中国共产党党员。1985年，毕业于上海石化总厂职工大学自动化仪表专业，获得学士学位。1997年，毕业于上海交通大学中欧国际工商学院，获得工商管理硕士学位（MBA）。 2008年起担任全国人大代表。

### 工作履历
如下：
- 1973年：始加入上海石化总厂。
- 后历任上海石化公司总厂化工一厂副厂长，乙烯厂副厂长、厂长等职位。
- 1994年4月：出任上海石化公司副总经理。
- 1995年6月：出任上海石化公司董事。
- 2003年10月—2010年7月：担任上海石化公司总经理。
- 2004年5月：兼任中国金山联合贸易有限责任公司董事长。
- 2004年6月—2005年6月：担任上海石化公司副董事长。
- 2005年4月—2010年7月：兼任上海石化公司党委副书记。
- 2005年6月：出任上海石化公司董事长。
- 2006年11月：兼任上海赛科石油化工责任有限公司董事，担任副董事长。
- 2008年8月：兼任上海化学工业区发展有限公司董事，担任董事长。
- 2010年7月：出任上海石化公司党委书记。
- 2013年4月：卸任上海石化公司董事长、党委书记。调任中国石化集团党组巡视组组长。王治卿接任董事长一职。 [5]

## 相关链接
- 上海石化